# Cyanochen cyanoptera
Cyanochen cyanoptera là một loài chim trong họ Vịt.
Đây là loài bản địa Ethiopia. Các môi trường sống của ngỗng cánh lục là sông, hồ nước ngọt, đầm lầy, đầm nước ngọt, khu vực trữ nước, và cận nhiệt đới hoặc cận nhiệt đới vùng cây bụi trên cao hoặc đồng cỏ chủ yếu.